# 유방축소술
유방축소술은 큰 유방의 크기를 줄이기 위한 성형수술이다. 환자의 신체에 비례하는 기능적 흉상을 재정립하기 위한 유방축소술에서 중요한 교정 고려 사항은 유방의 기능적 민감성과 수유 능력을 보장하기 위한 유두-아레올라 복합체(NAC)의 조직 생존력이다. 유방축소술의 지표는 흉상의 복원, 환자의 자아상 및 환자의 정신건강 회복 3가지이다.
수술 기술 및 절차는 유방축소술과 함께 유방활성술(유방 끌어올리기)에도 적용된다.

## 설명 및 유형
유방비대 환자는 가슴이 무겁고 커져 처지고 머리, 목, 어깨, 등에 만성 통증을 유발한다. 또한 과도한 가슴은 혈액 순환 저하, 호흡 장애, 가슴과 아래 가슴 피부의 마찰(유방간질), 어깨에 브래지어 끈으로 움푹 들어간 자국, 옷의 부적절한 착용과 같은 2차적인 건강 문제를 유발한다.